# Star-Spangled Banner (bandeira)

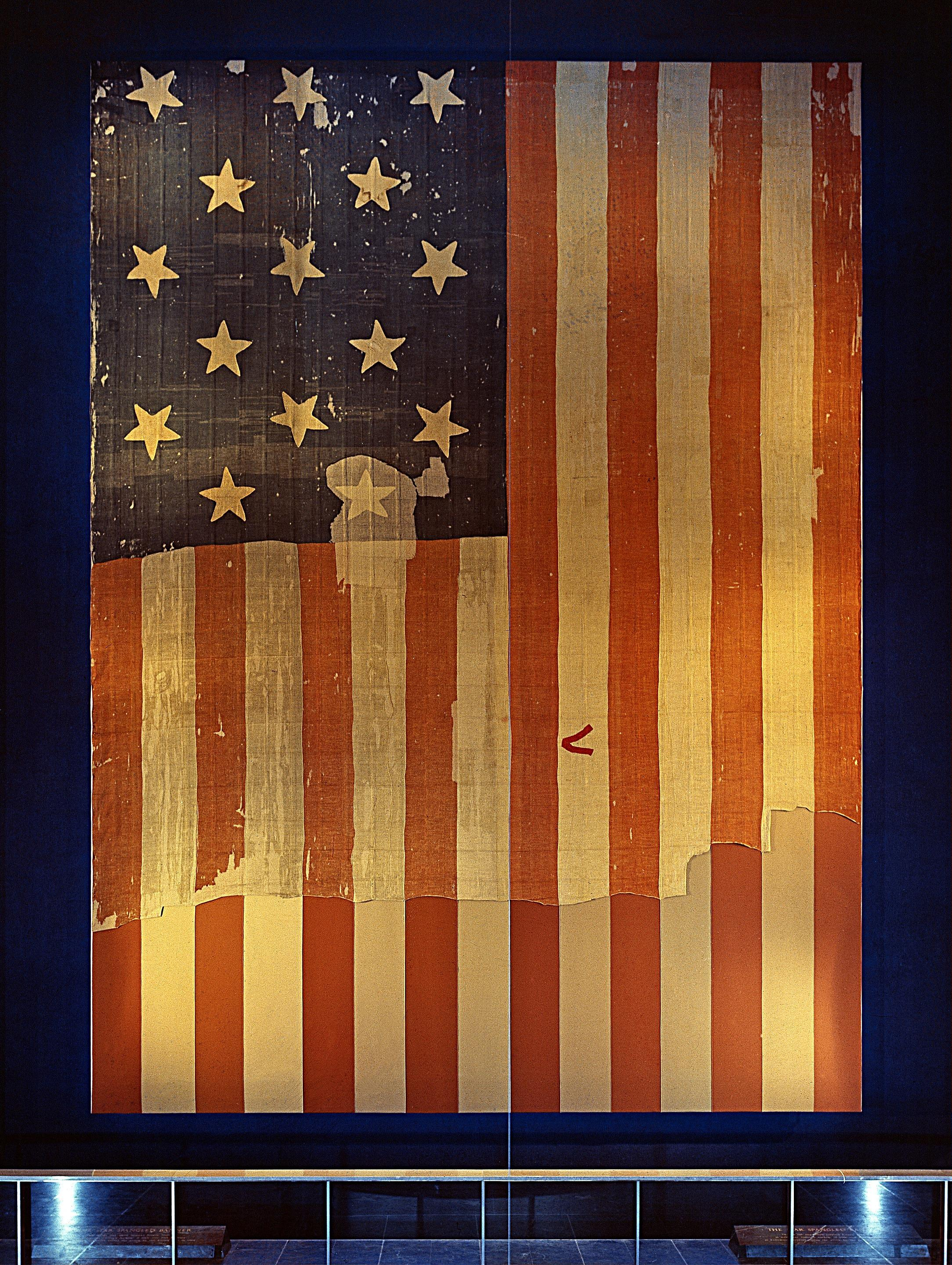
Bandeira Star Spangled Banner em exposição no Museu Nacional de História Americana do Smithsonian, c. 1964

A Star-Spangled Banner (em português: Bandeira estrelada) ou a Great Garrison Flag, foi a bandeira da guarnição que sobrevoou o Forte McHenry no Porto de Baltimore durante a parte naval da Batalha de Baltimore durante a Guerra de 1812. Ela está em exposição no Museu Nacional de História Americana, Smithsonian Institution. Ao ver a bandeira hasteada sobre o Forte McHenry na manhã de 14 de setembro de 1814, após o término da batalha, Francis Scott Key se inspirou para escrever o poema "Defence of Fort M'Henry". Essas palavras foram escritas por Key e colocadas na melodia de "To Anacreon in Heaven", uma canção popular na época, de John Stafford Smith. Em 1931, a música se tornou o hino nacional dos Estados Unidos.
De forma mais ampla, uma bandeira de guarnição é um termo do Exército dos EUA para uma bandeira nacional extragrande que é hasteada aos domingos, feriados e ocasiões especiais. O termo da Marinha dos EUA é "cores do feriado".
Com quinze listras, a Star-Spangled Banner continua sendo a única bandeira oficial americana com mais de treze listras.

## História
Após anos de tensões diplomáticas, a guerra estourou entre os Estados Unidos e o Império Britânico em junho de 1812. O Reino Unido ainda tinha que dedicar a maior parte de seus recursos à guerra contra o Império Francês na Europa e só podia entrar no conflito com meios limitados; as batalhas travadas na região dos Grandes Lagos foram vantajosas para os americanos. Os britânicos decidiram usar sua superioridade marítima para bloquear a costa leste e sufocar a economia americana.
Em junho de 1813, o major americano George Armistead foi nomeado comandante do Fort McHenry, que protegia Baltimore de ataques por mar. Ele encomendou duas bandeiras sob contrato federal a uma costureira local, Mary Young Pickersgill: a primeira era uma bandeira de tempestade medindo 17 por 25 pés (aproximadamente 5,2 x 7,6 m) e a segunda uma bandeira de guarnição medindo 30 por 42 pés (aproximadamente 9,1 x 12,8 m). As bandeiras da guarnição deveriam ser vistas por todos, mesmo a uma grande distância; elas eram erguidas na extremidade de mastros altos que podiam ter até 30 metros de altura, por isso precisavam ser grandes. Amistead insistiu nesse último ponto; ele queria "uma bandeira tão grande que os britânicos não tivessem dificuldade em vê-la à distância". Pickersgill trabalhou nela durante julho e agosto.
Um ano mais tarde, Napoleão foi derrotado na Europa e o Reino Unido pôde empregar mais recursos na América do Norte. Em agosto de 1814, um exército britânico capturou e incendiou Washington. Uma operação combinada foi planejada para o mês seguinte contra Baltimore: enquanto as tropas se deslocavam para o norte, um esquadrão da Marinha Real entrou na Baía de Chesapeake.
Em Fort McHenry, George Armistead tinha uma guarnição de 1.000 homens e supervisionou a preparação das defesas. A frota do Almirante Cochrane começou a bombardear o forte às 6h30 do dia 13 de setembro. O ataque, que coincidiu com uma tempestade, foi apoiado com bravura pelos defensores. Após vinte e cinco horas de intenso bombardeio, os britânicos perceberam que não conseguiriam tomar a cidade e se prepararam para partir. Ao ver isso, o Major Armistead ordenou que seus homens baixassem a bandeira da tempestade e a substituíssem no topo do mastro pela grande bandeira da guarnição. Quando a bandeira se ergueu no ar, a guarnição comemorou a vitória tocando Yankee Doodle.

### Preservação
A bandeira foi mantida pela família Armistead em memória da batalha. Ela foi emprestada pela primeira vez ao Smithsonian Institution em 1907 e depois doada em 1912. Ela foi exposta no Museu Nacional de História e Tecnologia (antigo Museu Nacional de História Americana) em 1964. Como sua condição se deteriorou, ela passou por uma grande restauração em 1998.

## A bandeira
A bandeira é a de 1795, que acrescenta duas estrelas e duas listras à bandeira original de 1777, com suas treze estrelas e treze listras. Esses acréscimos representam a entrada de Kentucky e Vermont na União.
A Star-Spangled Banner é mantida no Distrito de Colúmbia, no Museu Nacional de História Americana.
É uma bandeira de guarnição, um tipo de bandeira projetada para voar sobre um forte e ser visível à distância. A pedido do Major George Armistead, suas dimensões são maiores do que o normal: tem 30 pés de altura (cerca de 9,1 m) e 42 pés de comprimento (cerca de 12,8 m). Cada estrela mede dois pés de diâmetro. Ela é feita de um conjunto de lã inglesa tingida de azul (para o cantão), branco ou vermelho (para as listras). As quinze estrelas são feitas de algodão.